# Бущан Андрій Петрович
Андрій Петрович Бущан (21 серпня 1970, м. Київ, СРСР) — радянський/український хокеїст, захисник.
Вихованець хокейної школи «Динамо» (Харків). Виступав за «Динамо» (Харків), «Сокіл» (Київ), «Канзас-Сіті Блейдс» (ІХЛ), «Авангард» (Омськ), «Лада» (Тольятті), «Спартак» (Москва), «Витязь» (Чехов).
У складі національної збірної України (1993—2000) провів 11 матчів (2+7); учасник чемпіонату світу 1993 (група С).
Досягнення
- Чемпіон МХЛ (1996).